# Баграмян, Григорий Александрович
Григорий Александрович Баграмян — советский хозяйственный, государственный и политический деятель, доктор технических наук.

## Биография
Родился в 1915 году в Шуше. Член КПСС.
Участник Великой Отечественной войны, четырёхкратный кавалер ордена Отечественной войны. С 1946 года — на хозяйственной, общественной и политической работе. В 1946—1990 гг. — инженер-гидротехник, министр мелиорации и водного хозяйства Армянской ССР, ответственный работник, председатель Ученого совета отдела природных сфер в АН Армянской ССР.
Избирался депутатом Верховного Совета Армянской ССР 4-8-го созыва.
Умер в Ереване после 1985 года.